# Роменська міська рада
Роме́нська міська́ ра́да — орган місцевого самоврядування в Сумській області. Адміністративний центр — місто обласного значення Ромни.

## Загальні відомості
- Територія ради: 29 км²
- Населення ради: 43 782 особи (станом на 1 лютого 2012 року)

## Населені пункти
Міській раді підпорядковані населені пункти:
- м. Ромни
- с. Колісникове
- с-ще Лучки

### Колишні населені пункти
- с. Грабине, зняте з обліку 2013 року

## Склад ради
Рада складається з 46 депутатів та голови.
- Голова ради: Салатун Сергій Андрійович
- Секретар ради: Мицик Валерій Миколайович

### Керівний склад попередніх скликань
| ПІБ                       | Основні відомості                                                                  | Дата обрання | Дата звільнення |
| ------------------------- | ---------------------------------------------------------------------------------- | ------------ | --------------- |
| Помаран Павло Іванович    | Міський голова, 1956 року народження                                               | 26.03.2006   | 31.10.2010      |
| Калашник Микола Кирилович | Міський голова, 1948 року народження, освіта вища, безпартійний                    | 31.10.2010   | 01.01.2014      |
| Салатун Сергій Андрійович | Міський голова, 1971 року народження, освіта вища, член Партії захисників Вітчизни | 25.05.2014   |                 |

Примітка: таблиця складена за даними джерела

### Депутати
За результатами місцевих виборів 2010 року депутатами ради стали:

#### За суб'єктами висування
| Суб'єкт висування                                       | Кількість обраних депутатів | %    |
| ------------------------------------------------------- | --------------------------- | ---- |
| Політична партія Всеукраїнське об'єднання «Батьківщина» | 12                          | 26,1 |
| Партія регіонів                                         | 10                          | 21,7 |
| Політична партія «Наша Україна»                         | 6                           | 13   |
| Комуністична партія України                             | 3                           | 6,5  |
| Партія промисловців і підприємців України               | 3                           | 6,5  |
| Політична партія «Фронт Змін»                           | 3                           | 6,5  |
| Соціалістична партія України                            | 3                           | 6,5  |
| Політична партія «Сильна Україна»                       | 2                           | 4,3  |
| Народна партія                                          | 1                           | 2,2  |
| Партія захисників Вітчизни                              | 1                           | 2,2  |
| Політична партія Всеукраїнське об'єднання «Свобода»     | 1                           | 2,2  |
| Політична партія «Українська платформа»                 | 1                           | 2,2  |

#### За округами
| № округу                                                | Прізвище, ім'я, по батькові       | Дата визнання обраним | Освіта         | Партійна приналежність                         | Відомості про обраного депутата |
| ------------------------------------------------------- | --------------------------------- | --------------------- | -------------- | ---------------------------------------------- | --- |
| Комуністична партія України                             |                                   |                       |                |                                                | |
| б/м                                                     | Лісненко Тетяна Станіславівна     | 05.11.2010            | Освіта вища    | член Комуністичної партії України              | Роменська школа-інтернат ім. О. А. Деревської, заступник директора з виховної роботи                                                      |
| б/м                                                     | Худогов Геннадій Іванович         | 05.11.2010            | Освіта вища    | член Комуністичної партії України              | ЦПО РТМ, керівник гуртка |
| 10                                                      | Гусєв Микола Миколайович          | 05.11.2010            | Освіта вища    | член Комуністичної партії України              | Виконавчий комітет Роменської міської ради, державний реєстратор                                                                          |
| Народна Партія                                          |                                   |                       |                |                                                | |
| 18                                                      | Цецюр Микола Сергійович           | 05.11.2010            | Освіта вища    | член Народної партії                           | Управління Держкомзему, начальник |
| Партія захисників Вітчизни                              |                                   |                       |                |                                                | |
| 21                                                      | Салатун Сергій Андрійович         | 05.11.2010            | Освіта середня | член Партії захисників Вітчизни                | ВТКП «Роменський меблевий комбіна», генеральний директор                                                                                  |
| Партія промисловців і підприємців України               |                                   |                       |                |                                                | |
| б/м                                                     | Чаус Леонід Іванович              | 05.11.2010            | Освіта вища    | член Партії промисловців і підприємців України | ВАТ «Геотехніка», голова правління |
| б/м                                                     | Стеценко Катерина Миколаївна      | 05.11.2010            | Освіта вища    | член Партії промисловців і підприємців України | ТОВ «Таланпром», директор |
| 23                                                      | Негреба Григорій Петрович         | 05.11.2010            | Освіта вища    | член Партії промисловців і підприємців України | ТОВ «Ганг — Д», директор |
| Партія регіонів                                         |                                   |                       |                |                                                | |
| б/м                                                     | Зубан Яків Іванович               | 05.11.2010            | Освіта вища    | член Партії регіонів                           | пенсіонер |
| б/м                                                     | Козій Анатолій Вікторович         | 05.11.2010            | Освіта вища    | член Партії регіонів                           | приватний підприємець |
| б/м                                                     | Северин Сергій Федорович          | 05.11.2010            | Освіта вища    | член Партії регіонів                           | ПП «Будсервіс», директор |
| б/м                                                     | Булах Ігор Валерійович            | 05.11.2010            | Освіта вища    | член Партії регіонів                           | Голова комітету «Захисту конституційних прав і свобод громадян України», приватний підприємець                                            |
| 2                                                       | Боряк Ніна Миколаївна             | 05.11.2010            | Освіта вища    | член Партії регіонів                           | Роменська стоматологічна поліклініка, головний лікар                                                                                      |
| 3                                                       | Демідов Віктор Борисович          | 05.11.2010            | Освіта середня | член Партії регіонів                           | ТОВ «Роменський завод продтоварів», заступник генерального директора з виробництва                                                        |
| 5                                                       | Судьїна Валентина Володимирівна   | 05.11.2010            | Освіта вища    | член Партії регіонів                           | Спеціалізована загальноосвітня школа № 1, директор                                                                                        |
| 9                                                       | Біляєв Сергій Васильович          | 05.11.2010            | Освіта вища    | позапартійний                                  | 2-й Спеціальний регіональний центр швидкого реагування Оперативно-рятувальної служби цивільного захисту МНС України, начальник            |
| 14                                                      | Діхнич Наталія Федорівна          | 05.11.2010            | Освіта вища    | член Партії регіонів                           | загальноосвітня школа № 5, директор |
| 17                                                      | Бондаренко Михайло Євгенович      | 05.11.2010            | Освіта вища    | позапартійний                                  | 2-й спеціальний регіональний центр швидкого реагування оперативно-рятувальної служби цивільного захисту МНС України, заступник начальника |
| Політична партія Всеукраїнське об'єднання «Батьківщина» |                                   |                       |                |                                                | |
| б/м                                                     | Яцура Любов Костянтинівна         | 05.11.2010            | Освіта вища    | член Всеукраїнського об'єднання «Батьківщина»  | пенсіонер |
| б/м                                                     | Ткаченко Павло Євгенович          | 05.11.2010            | Освіта вища    | член Всеукраїнського об'єднання «Батьківщина»  | ТОВ «Роменський завод продтоварів», заступник генерального директора з якості                                                             |
| б/м                                                     | Козюренко Володимир Олександрович | 05.11.2010            | Освіта вища    | член Всеукраїнського об'єднання «Батьківщина»  | ТОВ «Роменський завод продтоварів», директор з кадрових питань та побуту                                                                  |
| б/м                                                     | Набойченко Леонід Миколайович     | 05.11.2010            | Освіта вища    | член Всеукраїнського об'єднання «Батьківщина»  | Роменська міська рада, секретар міської ради                                                                                              |
| б/м                                                     | Любива Валентина Анатолівна       | 05.11.2010            | Освіта вища    | член Всеукраїнського об'єднання «Батьківщина»  | Роменський МБК, директор |
| б/м                                                     | Наливайко Юрій Вікторович         | 05.11.2010            | Освіта вища    | член Всеукраїнського об'єднання «Батьківщина»  | КП «Житло-Експлуатація», директор |
| 1                                                       | Іващенко Віктор Іванович          | 05.11.2010            | Освіта вища    | член Всеукраїнського об'єднання «Батьківщина»  | Роменська ЦРЛ, лікар-хірург |
| 4                                                       | Кревсун Олена Олександрівна       | 05.11.2010            | Освіта вища    | член Всеукраїнського об'єднання «Батьківщина»  | Міська рада, начальник відділу у справах сім'ї та молоді виконкому Роменської міської ради                                                |
| 7                                                       | Зінченко Микола Іванович          | 05.11.2010            | Освіта вища    | член Всеукраїнського об'єднання «Батьківщина»  | ПП «АРТ», головний архітектор проектів |
| 8                                                       | Рудь Ніна Андріївна               | 05.11.2010            | Освіта вища    | член Всеукраїнського об'єднання «Батьківщина»  | Роменський коледж КНЕУ, директор |
| 20                                                      | Василенко Євген Васильович        | 05.11.2010            | Освіта вища    | позапартійний                                  | фізична особа-підприємець |
| 22                                                      | Хоменко Альбіна Миколаївна        | 05.11.2010            | Освіта вища    | член Всеукраїнського об'єднання «Батьківщина»  | Управління освіти виконавчого комітету Роменської міської ради, завідувач метод. кабінетом                                                |
| Політична партія Всеукраїнське об'єднання «Свобода»     |                                   |                       |                |                                                | |
| б/м                                                     | Смоленська Людмила Михайлівна     | 05.11.2010            | Освіта вища    | член Всеукраїнського об'єднання «Свобода»      | тимчасово не працює |
| Політична партія «Наша Україна»                         |                                   |                       |                |                                                | |
| б/м                                                     | Кравчук Пилип Михайлович          | 05.11.2010            | Освіта вища    | член Політичної партії «Наша Україна»          | Перша обласна спеціалізована лікарня, головний лікар                                                                                      |
| б/м                                                     | Гора Надія Іванівна               | 29.11.2010            | Освіта вища    | член Політичної партії «Наша Україна»          | тимчасово не працює |
| 6                                                       | Кавчак Іван Осипович              | 05.11.2010            | Освіта вища    | позапартійний                                  | Церква Св. Вознесіння, священнослужитель православної церкви                                                                              |
| 11                                                      | Бартош Ігор Григорович            | 05.11.2010            | Освіта середня | позапартійний                                  | фізична особа-підприємець |
| 13                                                      | Проценко Віктор Миколайович       | 05.11.2010            | Освіта середня | член Політичної партії «Наша Україна»          | фізична особа-підприємець |
| 16                                                      | Солярик Зоя Леонідівна            | 05.11.2010            | Освіта вища    | член Політичної партії «Наша Україна»          | фізична особа-підприємець |
| Політична партія «Сильна Україна»                       |                                   |                       |                |                                                | |
| б/м                                                     | Тетірко Ігор Володимирович        | 05.11.2010            | Освіта вища    | член Політичної партії «Сильна Україна»        | Роменська ЦРЛ, лікар-хірург |
| 12                                                      | Кірюхін Дмитро Євгенійович        | 05.11.2010            | Освіта вища    | член Політичної партії «Сильна Україна»        | ТОВ Ромниптахоспілка, директор |
| Політична партія «Українська платформа»                 |                                   |                       |                |                                                | |
| 19                                                      | Кулага Анатолій Михайлович        | 05.11.2010            | Освіта середня | член Політичної партії «Українська платформа»  | Фермерське господарство «Анютка»., голова Ф.Г                                                                                             |
| Політична партія «Фронт Змін»                           |                                   |                       |                |                                                | |
| б/м                                                     | Книга Володимир Юрійович          | 05.11.2010            | Освіта вища    | член Політичної партії «Фронт Змін»            | Виконавчий комітет Роменської міської ради, заступник міського голови                                                                     |
| б/м                                                     | Роздобудько Володимир Васильович  | 05.11.2010            | Освіта середня | член Політичної партії «Фронт Змін»            | ТОВ «Беркут», директор |
| б/м                                                     | Науменко Юрій Вікторович          | 05.11.2010            | Освіта вища    | член Політичної партії «Фронт Змін»            | ТОВ «Агро Альфа», заступник генерального директора                                                                                        |
| Соціалістична партія України                            |                                   |                       |                |                                                | |
| б/м                                                     | Юрченко Юрій Володимирович        | 05.11.2010            | Освіта вища    | член Соціалістичної партії України             | ВАТ Роменське АТП 15948, голова правління                                                                                                 |
| б/м                                                     | Натяганчук Микола Іванович        | 29.11.2010            | Освіта вища    | позапартійний                                  | Роменська ЦРЛ, завідувач онкологічного відділення                                                                                         |
| 15                                                      | Губарь В'ячеслав Олександрович    | 05.11.2010            | Освіта середня | член Соціалістичної партії України             | ПП «Будінвест Ю. С.», директор |